# خوذية
الخُوذِيَّة هو جنس من حلزون البحر الكبير رخويات بطنيات الأقدام البحرية في فصيلة الخوذيات. أصدافها قريبة الشبه بالخوذة الرومية. فوهاتها مستطيلة. أعقابها هرمية الشكل.